# سفارة إسبانيا في روسيا
سفارة إسبانيا في روسيا هي أرفع تمثيل دبلوماسي لدولة إسبانيا لدى روسيا. تقع السفارة في Presnensky District ‏ وهي تهدف لتعزيز المصالح الإسبانية في روسيا.

## وصلات خارجية
- الموقع الرسمي
- قائمة سفارات إسبانيا
- قائمة السفارات في روسيا